# 魁 (シナリオライター)
魁（かい、本名：岡本 学）は、日本のゲームシナリオライター、ディレクター、作詞家。株式会社ビジュアルアーツ執行役員。

## 概要
ビジュアルアーツに入社して以後、退社はしていない。tone work's作品に現在関わっているほか、解散前のRaMやBombee!でもシナリオライターを務めていた。
Key作品とも関わりが深く、Keyの楽曲に作詞を提供しているほか、『CLANNAD』『Harmonia』『Summer Pockets』にシナリオライターの一人として関わっている。また、『クドわふたー』、『Harmonia』の企画を担当した。「雲龍寺魁」名義を使用していた時期よりKey作品の制作に携わっているが、本人曰く「アンチKey」。
企画を担当した『クドわふたー』の、劇場OVA版の脚本を手がけたことでアニメ脚本家としてもデビューした。

## 主要作品

### ゲーム
1999年
- Ribbon2（Bonbee!）

2000年
- AIR（Key） - シナリオアシスタント

2003年
- ALMA〜ずっとそばに…〜（Bonbee!）

2004年
- CLANNAD（Key） - 藤林杏・椋シナリオ、柊勝平シナリオ、宮沢有紀寧シナリオ（一部）

2008年
- 5 -ファイブ-（RAM） - シナリオ

2010年
- CLANNAD 光見守る坂道で（プロトタイプ） - シナリオ
- クドわふたー（Key） - 企画

2011年
- ましろサマー（mana） - ゲームデザイナー、シナリオ

2012年
- 初恋1/1（tone work's） - シナリオ

2013年
- ゆめいろアルエット!（mana） - ディレクター、シナリオ

2014年
- 星織ユメミライ（tone work's） - シナリオ

2016年
- 銀色、遥か（tone work's） - シナリオ
- Harmonia-ハルモニア-（Key） - 企画・シナリオ

2018年
- Summer Pockets（Key） - ディレクター、空門蒼シナリオ

2019年
- 月の彼方で逢いましょう（tone work's） - シナリオ

2020年
- Summer Pockets REFLECTION BLUE（Key） - 上記に加え野村美希シナリオ、神山識シナリオ、加藤うみシナリオ

2022年
- ヘブンバーンズレッド（WFS・Key） - シナリオアシスタント

2026年
- anemoi（Key） - ディレクター、シナリオ

### メディアミックス
- プリマドール（Key） - 2020年：シナリオ・設定[4]

### 小説
- Official Another Story CLANNAD 光見守る坂道で（メディアワークス、2005年11月 / KADOKAWA、2020年4月【新装版】） - 麻枝准、涼元悠一、丘野塔也と共著 
  - 魁執筆作品：男友達 / ときめく瞬間 / いろいろなにおい / 四年前の因縁 / みんなで銭湯
- 死神のキョウ（一迅社文庫、2008年5月）
- 死神のキョウ 2（一迅社文庫、2008年11月）
- 死神のキョウ 3（一迅社文庫、2009年10月）
- 死神のキョウ 4（一迅社文庫、2010年10月）
- 死神のキョウ 5  (一迅社文庫、2011年6月）
- 死神のキョウ 6  (一迅社文庫、2012年5月）

### アニメ
2021年
- クドわふたー（脚本）
- かぎなど（脚本）

2022年
- プリマドール（シリーズ構成・脚本）

2025年
- Summer Pockets（脚本）

### 作詞
- PCゲーム『Ribbon2』 主題歌「新しい恋のかたち」（歌：AKI）
- PCゲーム『ALMA〜ずっとそばに…〜』
  - オープニングテーマ「Undying Love」（歌：KOTOKO）
  - 挿入歌「ずっとそばに…」（歌：KOTOKO）
- PCゲーム『CLANNAD』エンディングテーマ「-影二つ-」（歌：riya）
- テレビアニメ『CLANNAD AFTER STORY』エンディングテーマ「TORCH」（歌：Lia）
- ネットラジオ『Keyらじ』 テーマソング「World Link」（歌：KOTOKO）
- PCゲーム『クドわふたー』主題歌「one's future」（歌：鈴田美夜子）
- アルバム『Albina -Assorted Kudwaf Songs-』
  - 収録曲「one's word」（歌：鈴田美夜子）
  - 収録曲「アルビナ」（歌：Duca）
  - 収録曲「鶏肉の唄」（歌：あさり☆）
  - 収録曲「Fragment」（歌：鈴田美夜子）
- PCゲーム『ましろサマー』
  - オープニングテーマ「Pray's Color -Link-」（歌：KOTOKO）
  - 2ndオープニングテーマ「Pray's Color -Lost-」（歌：KOTOKO）
  - エンディングテーマ「Summer Sunshine」（歌：nao）
  - 美崎澪テーマソング「Tears」（歌：AiRI）
  - 園部夏穂テーマソング「sirius」（歌：nao）
  - 片瀬亜季テーマソング「Eternity」（歌：AiRI）
- PCゲーム『初恋1/1』
  - エンディングテーマ「あしあと〜a Happiness Marker〜」（歌：川田まみ）
  - 森野雪乃イメージソング「Reflection Moon」（歌：AiRI）
- PCゲーム『ゆめいろアルエット!』
  - 主題歌「Teller of World」（歌：KOTOKO）
  - 朝霧深羽テーマソング「夢、駆ける翼」（歌：mei）
  - 橘旭テーマソング「ぐっど・もーにんぐ」（歌：茶太）
  - 鳳凰院雀テーマソング「あるがままの小鳥より」（歌：nao）
  - 月代柚姫テーマソング「月歌」（歌：AiRI）
  - 挿入歌「Story Teller」（歌：Kicco）
  - エンディングテーマ「Save the Tale」（歌：Duca）
- PCゲーム『星織ユメミライ』
  - 逢坂そらイメージソング「Star Linker」（歌：霜月はるか）
  - 逢坂そらエンディング「Celestia」（歌：霜月はるか）
  - 瀬川夏希イメージソング「Just Love The Moment」（歌：AiRI）
  - 瀬川夏希エンディング「あの夏の宝物」（歌：AiRI）
- PCゲーム『銀色、遥か』
  - 蒼井雛多イメージソング「Dreamy Dreamy」（歌：Kicco）
  - 蒼井雛多エンディングテーマ「ヒマワリ」（歌：Kicco）
  - 挿入歌「夢の季節へ」（歌：真里歌）
- テレビアニメ『Rewrite』
  - オープニングテーマ「Last Desire」（歌：黒崎真音）
  - エンディングテーマ「Word of Dawn」（歌：多田葵）
  - エンディングテーマ「Instincts」（歌：水谷瑠奈）
- PCゲーム『Harmonia-ハルモニア-』
  - メインテーマ「届けたいメロディ」（歌：北沢綾香）
  - 挿入歌「永遠の星へ」（歌：霜月はるか）
- PCゲーム『Summer Pockets』
  - オープニングテーマ「アルカテイル」（歌：鈴木このみ）
  - 挿入歌「夜奏花」（歌：YURiKA）
- PCゲーム『月の彼方で逢いましょう』
  - 挿入歌「With Tomorrow」（歌：夢乃ゆき）
  - 日紫喜うぐいすルート曲「月ノ鐘」（中恵光城）
- アルバム『Summer Pockets キャラクターソング 『Sing!』』
  - 収録曲「比翼の蝶たち」（歌：空門蒼〈高森奈津美〉）
  - 収録曲「サマーテイル」（歌：YURiKA）
- PCゲーム『Summer Pockets REFLECTION BLUE』
  - オープニングテーマ「アスタロア」（歌：鈴木このみ）
  - 神山識エンディングテーマ「青き此方」（歌：YURiKA）
- アルバム『Summer Pockets REFLECTION BLUE キャラクターソング 『Sing! 2』』
  - 収録曲「Don't Cry Red」（歌：神山識〈ファイルーズあい〉）
  - 収録曲「Dear Familiar」（歌：野村美希〈一宮朔〉）
- 劇場アニメ『クドわふたー』
  - 主題歌「Light a Way」（歌：鈴湯）
  - エンディングテーマ「Over The Summer」（歌：能美クドリャフカ〈若林直美〉）
- テレビアニメ『かぎなど』主題歌「ちいさなキセキ」（歌：Lia）
- テレビアニメ『Summer Pockets』
  - 2ndオープニングテーマ「フィニステラー」（歌：鈴木このみ）
  - 2ndエンディングテーマ「魔法の絵日記」（歌：鳴瀬しろは〈小原好美〉・加藤うみ〈田中あいみ〉）
- PCゲーム『anemoi』オープニングテーマ「エタニクル」（歌：ASCA）